# 세르게이 옵친니코프 (배구인)
세르게이 아나톨리예비치 옵친니코프(러시아어: Серге́й Анатольевич Овчинников, 1969년 1월 25일 ~ 2012년 8월 29일)는 러시아의 전 배구 선수 및 배구 감독이었다.
예카테린부르크의 스포츠 기숙학교에서 배구를 배웠으며, 모스크바의 VC CSKA 모스크바 2군, 하바롭스크의 SKA, 야로슬라블의 넵티야니크, 노보쿠이비솁스크의 오크탄, 우파의 우랄 우파를 거쳤다.
이후 1998년 야로슬라블의 넵티야니크의 코치로 임명되어 지도자 경력을 시작했으며, 그 뒤 2001년 우파의 우랄 우파의 코치로 팀을 옮겼다. 이후 2004년 첼랴빈스크의 압토도르메타르의 감독으로 부임해 자신의 첫 감독 생활을 시작했으며, 그 뒤 2006년 모스크바의 WVC 디나모 모스크바의 코치를 거쳐 2007년 WVC 디나모 모스크바의 하부 리그 팀인 디나모 RGSU의 감독에 임명되었다. 이후 2008년 노비우렌고이의 파켈의 감독을 거쳐 2009년 옴스크의 오미치카의 감독에 선임되었으며, 그 해 러시아 컵에서 3위를 차지하였다. 그 뒤 2010년 크라스노다르의 디나모의 감독을 맡아 그 해 러시아 컵 준우승에 공헌했으며, 2011년 러시아 컵 3위 및 CEV 컵 준우승, 러시아 선수권 대회 3위 등을 이끌었다. 또한 2011년 하계 유니버시아드 당시 러시아 여자 배구 국가대표팀 감독에 선임되었으며, 대회에세 동메달을 따는 데 기여하였다. 이후 2012년 WVC 디나모 모스크바의 감독으로 취임해 그 해 러시아 선수권 대회 준우승에 공헌했으며, 그 뒤 2012년 하계 올림픽 당시 여자 국가대표팀 감독에 임명되어 팀을 이끌었으나 브라질과의 8강전에서 2-3으로 역전패해 러시아 언론과 팬들로부터 거센 비난을 받게 되었다.
그 뒤 2012년 8월 29일 소속팀의 프리시즌 숙소인 크로아티아 포레치의 한 호텔에서 목을 매 숨진 채 발견되었고, 크로아티아 경찰에서 추가 조사를 실시한 결과 하계 올림픽에서의 저조한 성적을 비관해 자살을 한 것으로 결론지어졌다. 이후 그 해 9월 6일 시신이 고향인 야로슬라블에 매장되었다.